# هولدن سابربن

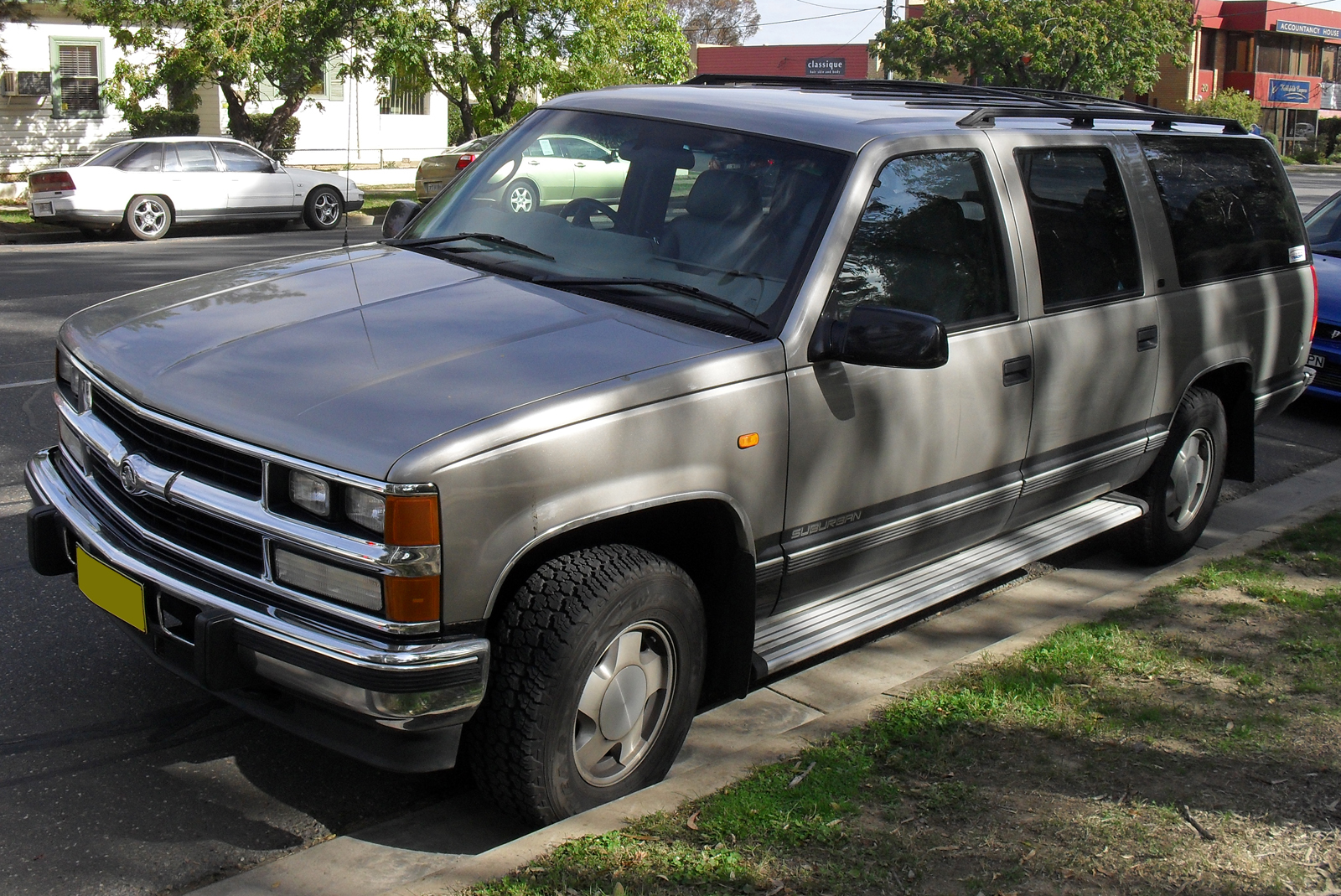

هولدن سابربن (Holden Suburban) خودرویی است که در سال‌های ۱۹۹۸ تا ۲۰۰۱در مکزیک تولید شده‌است. طول آن در حالت طبیعی ۵٬۵۷۵ میلیمتر (۲۱۹٫۵ اینچ)، عرض آن در حالت طبیعی ۱٬۹۴۸ میلیمتر (۷۶٫۷ اینچ) و ارتفاع آن در حالت طبیعی ۱٬۸۵۴ میلیمتر (۷۳٫۰ اینچ) و وزن آن در حالت طبیعی ۲٬۵۴۰ کیلوگرم (۵٬۶۰۰ پوند) است. سیستم جعبه‌دندهٔ آن ۴ دنده به صورت خودکار است.